# 2004 FH
2004 FH est un petit astéroïde Aton qui a été découvert par LINEAR le 15 mars 2004 grâce à un télescope robotisé situé à Socorro au Nouveau-Mexique. Son diamètre a été estimé à 30 m environ. Il tourne autour du Soleil en un peu moins de neuf mois sur une orbite très proche de celle de la Terre. Il présente la particularité d'être l'astéroïde géocroiseur possédant la plus faible inclinaison connue.

## Approche de 2004

Suivi de l'astéroïde 2004 FH, le flash transversal est un satellite artificiel.

Trajectoire de 2004 FH déviée d'environ 15° lors de son passage près de la Terre. Il met 31 h à parcourir la distance entre les deux points où il croise l'orbite lunaire.

Le jeudi 18 mars 2004 à 22:08 UTC, ce petit astéroïde d'environ 30 m de diamètre est passé très près de la Terre (à 43 000 km, soit 3,4 diamètres terrestres). Passage qui avait été annoncé par le Centre des planètes mineures situé à Cambridge dans le Massachusetts (États-Unis). Cette prédiction était assez exceptionnelle car c'était la première fois que le passage d’un astéroïde aussi proche de la Terre avait pu être prédit.
Malgré sa petite taille, il était (en 2004) le troisième plus gros objet détecté passant entre la Terre et la Lune. S'il avait frappé la Terre au lieu de la frôler, il aurait certainement été désintégré dans la haute atmosphère, produisant une explosion équivalente à 1 Mt de TNT. Il ne repassera pas à proximité de notre planète avant 2044 à 1,8 million de km.